# Hipòcrates de Gela
Hipòcrates (en grec antic: Ἱπποκράτης, llatí: Hippocrates), fill de Pantares, fou un tirà de Gela.
Va succeir (498 aC) al seu germà Cleandre, que havia governat durant set anys. Després d'assentar el seu poder a la ciutat, el va estendre per mitjà de guerres a altres ciutats de Sicília, en què va sortir sempre victoriós. Cal·lípolis, Naxos i Leontins, a més d'altres petites ciutats van caure sota el seu control.
La ciutat de Zancle el va cridar perquè l'ajudés en la guerra contra Samos que s'havia apoderat de la ciutat a traïció i sobtadament es va llençar contra els seus aliats, va empresonar al rei Escites i va convertir a la gent del poble en esclaus, deixant als tres-cents principals ciutadans en mas dels samis, als que va permetre retenir Zancle a canvi de la meitat del botí.
Després va fer la guerra contra Siracusa, ciutat que va derrotar en una gran batalla a la vora del riu Heloros i sembla que va arribar a atacar Siracusa mateix acampant a la seva rodalia, però en intervenir Corint i Corcira va negociar la pau per la qual els siracusans, a canvi dels nombrosos presoners que Hipòcrates havia fet a Heloros, li van cedir el territori de Camarina, ciutat que havia estat destruïda pels siracusans i que va reconstruir.
La seva darrera expedició va ser contra els sículs, durant la qual va morir mentre assetjava Hibla l'any 491 aC.
Va deixar dos fills, Cleandre i Euclides, però no el van succeir, perquè Geló I va usurpar el poder.